# Sportfreunde Ricklingen
Die Sportfreunde Ricklingen von 1906 e. V., oft auch unter der Abkürzung SF Ricklingen bekannt, sind ein Sportverein aus Hannover-Ricklingen. Die Fußballmannschaft des Vereins bestreitet ihre Heimspiele im Beekestadion. Zwischen 1996 und 1999 spielten die Sportfreunde in der drittklassigen Regionalliga Nord. Neben Fußball bietet der Verein auch noch Gymnastik/Turnen, Prellball und Tennis an.

## Geschichte

### Gründung, Verbot, Neuaufbau (1906 bis 1950)
Der Verein wurde 1906 als Freie Turnerschaft Ricklingen gegründet und trat im selben Jahr dem Arbeiterturnerbund bei. Ab 1913 wurde der Verein um eine Fußball- und eine Handballabteilung erweitert. In den 1920er Jahren nahmen Sportler des Vereins regelmäßig an Arbeiterturnfesten teil. Im Jahre 1930 wurden die Ricklinger durch einen 4:1-Finalsieg über die Freie Sportvereinigung Lehe Meister des 11. Kreises und qualifizierten sich für die Endrunde der deutschen Fußballmeisterschaft des aus dem Arbeiterturnerbundes hervorgegangenen Arbeiter-Turn- und Sportbund. Dort unterlagen die Ricklinger in der ersten Runde dem späteren Vizemeister Bahrenfelder SV mit 3:4 nach Verlängerung.
Nach der Machtübernahme der Nationalsozialisten im Jahre 1933 wurde der Verein verboten, viele Sportler schlossen sich daraufhin anderen Vereinen an oder waren inoffiziell aktiv. So bestand auch eine Fußballmannschaft unter dem Tarnnamen „Staubwolke“. Als der Zweite Weltkrieg beendet war, bemühten sich mehrere ehemalige Vereinsmitglieder um den Wiederaufbau. Die Militäradministration erlaubte im Oktober 1945 die Wiedergründung, und der Rugby-Verein FV 1897 Linden musste das 1933 übernommene Vereinsgelände wieder abtreten. Am 4. November 1945 wurde der Verein daraufhin unter dem aktuellen Namen wiedergeschaffen. Vorsitzender wurde Karl Behnsen, der bis 1969 die Geschicke des Vereins leitete und zudem Vertreter des Bezirks beim Niedersächsischen Verband war. In den folgenden Jahren entwickelte sich Fußball zur Hauptsportart des Vereins.

### Erste Erfolge und Niedergang (1950 bis 1986)
Im Jahre 1950 stiegen die Sportfreunde in die drittklassige Amateurliga 3 auf. Vier Jahre später wurde die A-Jugend der Sportfreunde Niedersachsenpokalsieger. Nachdem diese Spieler in die erste Mannschaft aufrückten, wurden die Ricklinger 1955 Vizemeister hinter dem FC Stadthagen. Zwei Jahre später sicherten sich die Sportfreunde die Meisterschaft und beendeten die Aufstiegsrunde zur Amateuroberliga Niedersachsen punktgleich mit der SVG Göttingen 07. Das direkte Aufeinandertreffen am letzten Spieltag in Göttingen endete 3:3. Das Entscheidungsspiel im neutralen Alfeld wurde dann mit 0:1 verloren.
Ein Jahr später holte die Mannschaft um den späteren Nationalspieler Lothar Ulsaß den Aufstieg nach. Mit einem 9:0-Sieg über den VfR Osterode 08 machten die Ricklinger am letzten Spieltag den Aufstieg perfekt. 1960 sicherten sich die Sportfreunde erst nach Entscheidungsspielen gegen die Amateure von Eintracht Braunschweig und gegen Borussia Hildesheim den Klassenerhalt. Vier Jahre später verpasste die Mannschaft als Vorletzter die Qualifikation für die eingleisige Landesliga Niedersachsen und stiegen durch die Ligareform aus der zweithöchsten Spielklasse in die viertklassige Verbandsliga Süd ab. Im November 1968 verfügte der Verein als erster in Niedersachsen über ein Fußballtor aus Aluminium.
Sportlich kamen die Sportfreunde in der Verbandsliga nicht über Mittelfeldränge hinaus. Die größten Erfolge waren die vierten Plätze in den Spielzeiten 1970/71 und 1971/72. In der Spielzeit 1975/76 erreichte die Mannschaft gar den dritten Platz, ehe ein Jahr später der Abstieg in die Bezirksliga folgte. Zwischenzeitlich gewannen die Sportfreunde im Jahre 1965 den Bezirkspokal Hannover durch einen 3:2-Finalsieg beim SV Linden 07. Im Jahre 1980 gelang der Aufstieg in die Bezirksoberliga Hannover. Drei Jahre später wurden die Sportfreunde dort Vizemeister mit einem Punkt Rückstand auf die TSV Burgdorf.

### Die Ära Behrends (1986 bis 1996)

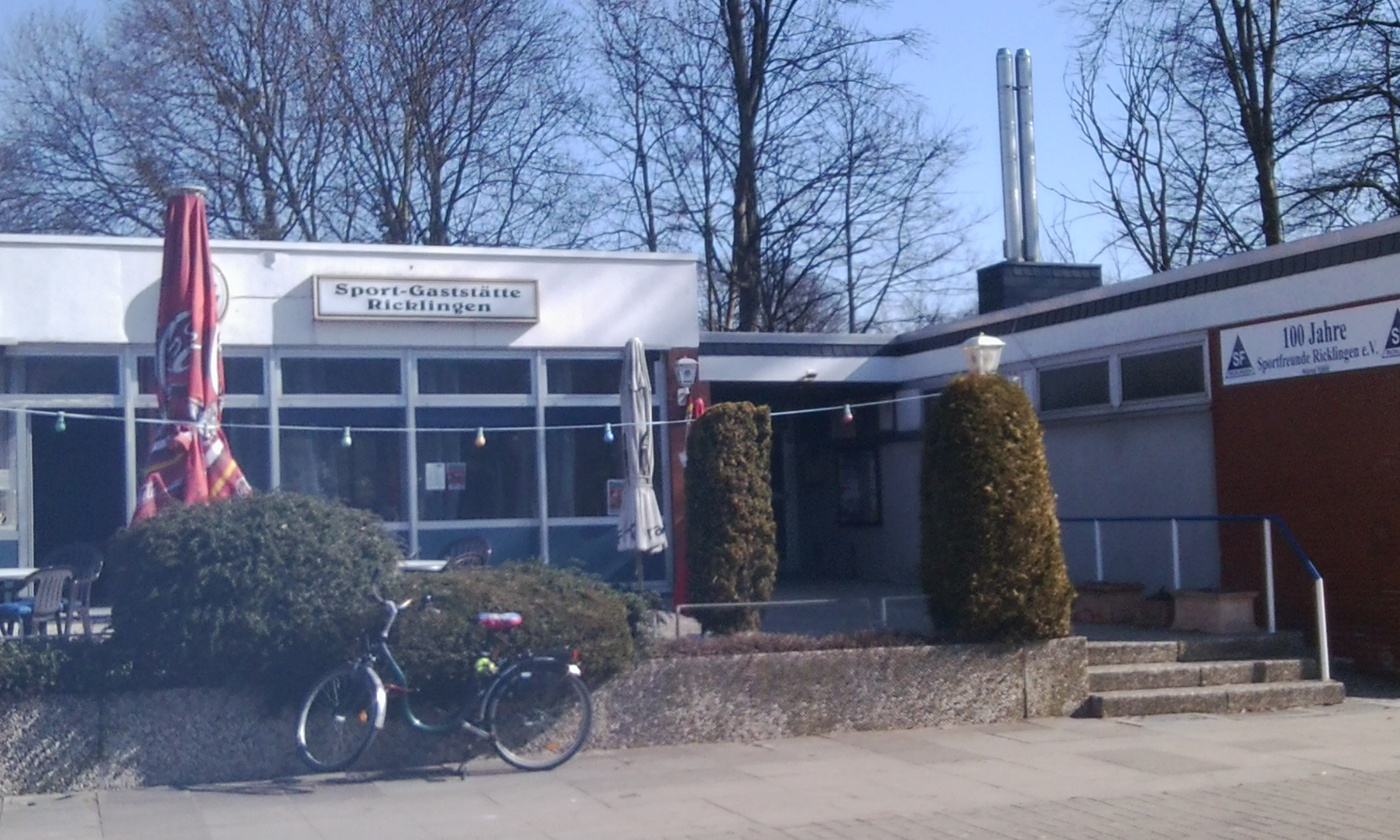
Vereinsgelände der SF Ricklingen (2013)

Im Sommer 1986 übernahm der ehemalige Zweitligaspieler Rainer Behrends das Training der Ricklinger. Schon zwei Jahre später wurden die Sportfreunde erneut Vizemeister der Bezirksoberliga, dieses Mal hinter dem SC Harsum. Im Jahre 1989 gelang der Aufstieg in die Landesliga West aufgrund einer um zwei Tore besseren Tordifferenz gegenüber Sparta Langenhagen. Auch in der Landesliga gehörten die Ricklinger zu den Spitzenmannschaften und verpassten 1991 nur aufgrund des schlechteren Torverhältnis gegenüber den Amateuren von Hannover 96 den Aufstieg.
Dieser wurde in der Saison 1992/93 nachgeholt. Die Mannschaft blieb ungeschlagen und besiegte dabei den OSV Hannover mit 10:0. Die beiden Torjäger Friedo Schwuchow und Gerald Krause erzielten zusammen 62 Tore. In den Jahren 1992 und 1993 gewannen die Sportfreunde ferner noch den Niedersachsenpokal und qualifizierten sich dadurch für den DFB-Pokal. In der Pokalsaison 1992/93 scheiterte die Mannschaft nach einem Freilos in der ersten Runde und einem 5:4-Sieg nach Verlängerung über den SC Verl in Runde zwei erst in der dritten Runde mit 0:2 am Chemnitzer FC. Ein Jahr später kam das Aus in Runde zwei nach einer knappen 0:1-Niederlage gegen den MSV Duisburg. Auch hier hatten die Ricklinger in der ersten Runde ein Freilos.
Im Jahre 1994 qualifizierte sich die Mannschaft um die Jugendnationalspieler Dennis Weiland und Christian Gilica für die neu geschaffene Oberliga Niedersachsen/Bremen. Zwei Jahre später wurden die Sportfreunde Meister der Oberliga und schafften damit den Aufstieg in die Regionalliga Nord. Hiermit lösten die Ricklinger den SV Arminia als die sportliche Nummer zwei der Stadt ab. Zu jener Arminia kehrte Trainer Behrends am Saisonende wieder zurück. Zu den Erfolgsgaranten gehörte zum einen Manager Hartmut Hoppe, der zahlreiche talentierte junge Spieler zu den Sportfreunden holte. Zum anderen wurde die familiäre Atmosphäre im Verein hervorgehoben.

### Regionalliga und Niedergang (1996 bis 2007)

Alternatives Vereinswappen, das insbesondere zu Regionalliga-Zeiten verwendet wurde.

Neuer Trainer der Ricklinger wurde Dieter Schatzschneider, der erfolgreichste Torjäger in der Geschichte der 2. Bundesliga. Unter seiner Führung erreichten die Sportfreunde in der Saison 1996/97 den elften Platz. Höhepunkt der Saison waren die Derbys gegen Hannover 96. Am 27. September 1996 verbuchten die Ricklinger bei ihrem Heimspiel im Niedersachsenstadion zwar eine 0:2-Niederlage, konnten aber mit 23.446 Zuschauern ihren bis heute gültigen Rekordbesuch verzeichnen. Das Rückspiel gewannen die 96er mit 4:0.
Am Saisonende kam es zum Krach zwischen Trainer Schatzschneider und Manager Hoppe. Letzterer verließ nach einem Zerwürfnis mit dem Vorsitzenden Friedel Most den Verein, der daraufhin mit sinkenden Sponsoreneinnahmen zu kämpfen hatte. 1998 reichte es noch zu Rang 13, ehe ein Jahr später der Abstieg als Tabellenletzter nicht mehr zu vermeiden war. Im Herbst 1999 drohten die Spieler wegen nicht geleisteter Aufwandsentschädigungen mit einem Streik, in den Medien wurde über einen freiwilligen Rückzug in die Kreisliga spekuliert. Eine Insolvenz konnte durch den Verzicht einiger Gläubiger abgewendet werden.
Der damalige Vorsitzende Friedel Most bezeichnete die drei Jahre Regionalliga rückblickend als „Fehler, da diese Liga in Hannover bei einem Nachbarn wie Hannover 96 eigentlich nicht zu finanzieren ist“. In der Oberligasaison 1999/2000 wurden die Sportfreunde als Tabellenletzter in die Niedersachsenliga durchgereicht. Zwei Jahre später ging es hinab in die Landesliga Hannover. In den Spielzeiten 2003/04 und 2006/07 kehrten die Ricklinger noch einmal für jeweils ein Jahr in die Niedersachsenliga zurück.

### Gegenwart (seit 2007)
Nachdem die Sportfreunde in der Spielzeit 2008/09 noch einmal den vierten Platz in der Bezirksoberliga Hannover erreichten, sorgten die immer noch großen finanziellen Probleme in den folgenden Jahren zu einem sportlichen Absturz. Nach zwei Abstiegen in Folge traten die Ricklinger seit 2011 in der Kreisliga Hannover-Stadt an. Drei Jahre später gelang über die Aufstiegsrunde der Sprung in die siebtklassige Bezirksliga Hannover 2. Im Jahre 2016 ging es für die Sportfreunde wieder hinunter in die Kreisliga, wo die Ricklinger in der folgenden Saison 2016/17 in die 1. Kreisklasse durchgereicht wurden. Erst 2020 gelang der Aufstieg in die Kreisliga.
2023 ging der Verein in die Insolvenz.

## Erfolge
- Niedersachsenpokalsieger: 1992, 1993
- Meister der Oberliga Niedersachsen/Bremen: 1996
- Meister der Landesliga Niedersachsen-West: 1993
- Meister der Landesliga/Bezirksoberliga Hannover: 1989, 2003
- Meister der Amateurliga Hannover: 1957, 1958
- Bezirkspokalsieger Hannover: 1965, 1990, 1992, 1993

## Stadion

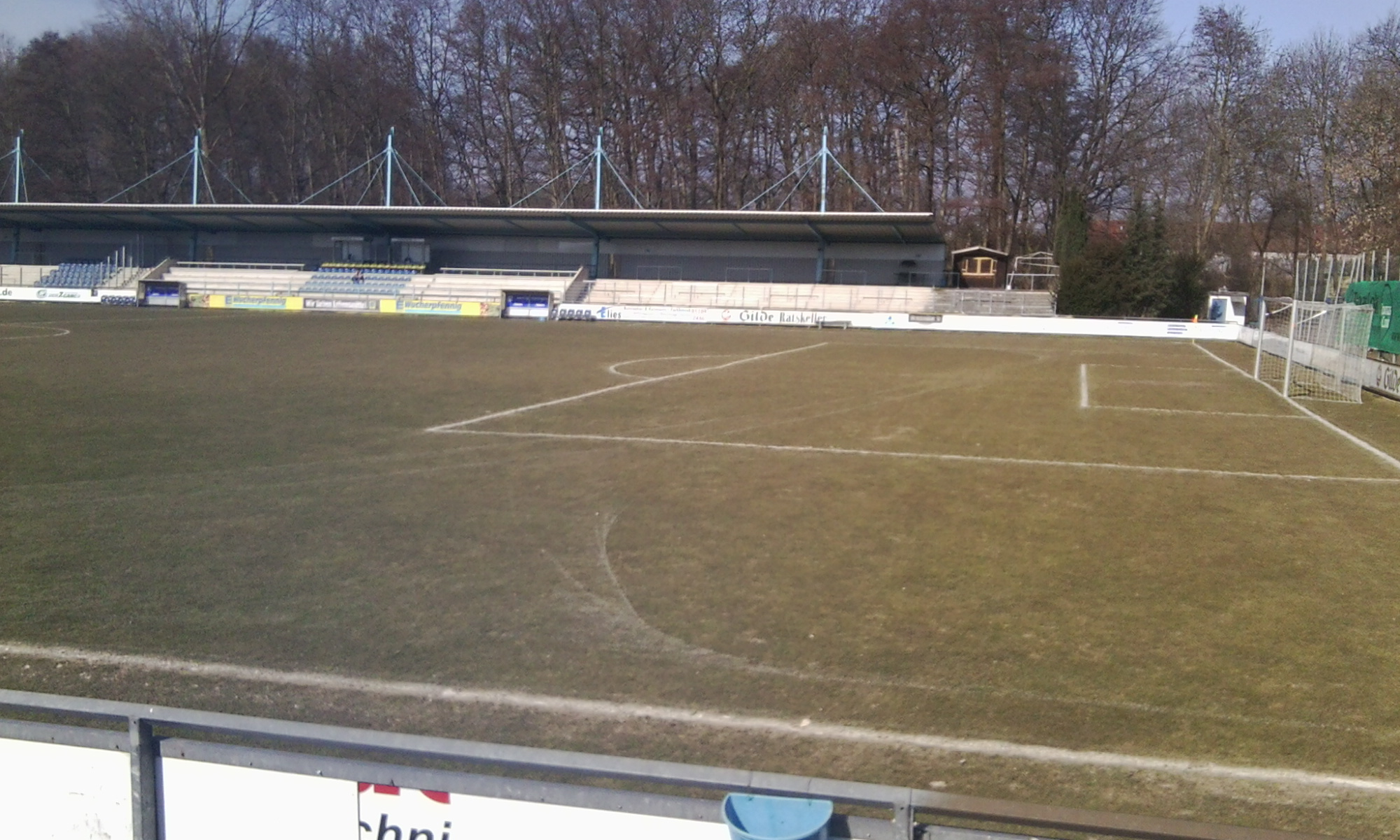
Das Beekestadion

Die Sportfreunde Ricklingen tragen ihre Heimspiele im Beekestadion aus. Das Beekestadion bietet Platz für 3.000 Zuschauer, davon sind etwa 1.900 Plätze überdacht. Zurzeit sind allerdings nur rund 2.000 Plätze nutzbar. Gespielt wird auf Naturrasen.  Während der Regionalligajahre der Sportfreunde wurden einige Heimspiele im Niedersachsenstadion ausgetragen. Dies betraf in der Regel die Derbys gegen Hannover 96 aber auch Spiele gegen Eintracht Braunschweig.
Zwischen 2012 und 2016 spielte auch die zweite Mannschaft von Hannover 96 im Beekestadion, bevor diese in das renovierte Eilenriedestadion zurückkehrte. Seit 2017 teilen sich die Sportfreunde das Stadion mit dem American-Football-Team der Hannover Grizzlies.

## Persönlichkeiten
- Thomas Ahlgrimm
- Rainer Behrends
- Dieter Bendix
- Stefan Beneking
- Karl-Heinz Borutta
- Kemo Ceesay
- Niclas Füllkrug
- Martin Giesel
- Dmitrijus Guščinas
- Willi Hundertmark
- Markus Krösche
- Nils Pfingsten-Reddig
- Dieter Schatzschneider
- Lothar Sippel
- Sherif Touré
- Lothar Ulsaß
- Tjorben Uphoff
- Dennis Weiland
- Ramazan Yıldırım